# Рудяков, Алексей Андреевич
Алексей Андреевич Рудяков (8 марта 1923, дер. Костино-Отделец, Тамбовская губерния — 30 января 1997) — советский художник-постановщик

. Заслуженный художник РСФСР (1983).

## Биография
Родился 8 марта 1923 года в деревне Костино-Отделец Тамбовской губернии (ныне — в Терновском районе Воронежской области).
В 1952 году окончил художественный факультет ВГИКа (мастерская И. А. Шпинеля и Ф. С. Богородского).
С 1952 года работал художником-постановщиком на киностудии «Ленфильм». 
Умер 30 января 1997 года.

## Фильмография
- 1953 — Алёша Птицын вырабатывает характер (Режиссёр-постановщик: Анатолий Граник)
- 1953 — Слуга двух господ (Режиссёр-постановщик: Адольф Бергункер)
- 1954 — Кортик (совместно с Алексеем Федотовым) (Режиссёры-постановщики: Владимир Венгеров, Михаил Швейцер)
- 1956 — Девочка и крокодил (Режиссёры-постановщики: Иосиф Гиндин, Исаак Менакер)
- 1957 — Балтийская слава (Режиссёр-постановщик: Ян Фрид)
- 1958 — Последний дюйм (Режиссёры-постановщики: Теодор Вульфович, Никита Курихин)
- 1959 — Жеребёнок (короткометражный) (Режиссёр-постановщик: Владимир Фетин)
- 1961 — Полосатый рейс (Режиссёр-постановщик: Владимир Фетин)
- 1962 — Первый мяч (короткометражный) (Режиссёр-постановщик: Николай Розанцев)
- 1963 — Знакомьтесь, Балуев! (Режиссёр-постановщик: Виктор Комиссаржевский)
- 1964 — Донская повесть (Режиссёр-постановщик: Владимир Фетин)
- 1966 — Мальчик и девочка (Режиссёр-постановщик: Юлий Файт)
- 1967 — Четыре страницы одной молодой жизни (Режиссёр-постановщик: Резо Эсадзе)
- 1968 — В день свадьбы (Режиссёр-постановщик: Вадим Михайлов)
- 1969 — Это именно я (короткометражный) (новелла из киноальманаха Мальчишки) (Режиссёр-постановщик: Леонид Макарычев)
- 1970 — Ференц Лист. Грёзы любви (СССР/Венгрия) (Режиссёр-постановщик: Мартон Келети)
- 1972 — Красные пчёлы (Режиссёр-постановщик: Леонид Макарычев)
- 1973 — Дверь без замка (Режиссёр-постановщик: Адольф Бергункер)
- 1974 — Пятёрка за лето (Режиссёр-постановщик: Леонид Макарычев)
- 1976 — Киноэпопея продолжается… (короткометражный) (Режиссёр-постановщик: Евгений Мезенцев)
- 1976 — Обыкновенная Арктика (ТВ) (совместно с Еленой Фоминой) (Режиссёр-постановщик: Алексей Симонов)
- 1976 — Пока стоят горы (Режиссёр-постановщик: Вадим Михайлов)
- 1978 — Версия (короткометражный) (новелла из киноальманаха Завьяловские чудики) (Режиссёр-постановщик: Валерий Гурьянов)
- 1978 — Познавая белый свет (Режиссёр-постановщик: Кира Муратова)
- 1980 — Мой папа — идеалист (Режиссёр-постановщик: Владимир Бортко)
- 1981 — Личная жизнь директора (ТВ) (Режиссёр-постановщик: Владимир Шредель)
- 1981 — Пропавшие среди живых (Режиссёр-постановщик: Владимир Фетин)
- 1982 — Влюблён по собственному желанию (Режиссёр-постановщик: Сергей Микаэлян)
- 1983 — Вольный ветер (ТВ) (Режиссёр-постановщик: Ян Фрид)
- 1983 — Магистраль (Режиссёр-постановщик: Виктор Трегубович)
- 1984 — Аплодисменты, аплодисменты… (Режиссёр-постановщик: Виктор Бутурлин)
- 1985 — Нам не дано предугадать… (короткометражный) (новелла из киноальманаха Манька) (Режиссёр-постановщик: Ольга Наруцкая)
- 1985 — Простая смерть… (Режиссёр-постановщик: Александр Кайдановский)
- 1987 — Желаю вам… (короткометражный) (Режиссёр-постановщик: Юрий Мамин)
- 1987 — Петроградские Гавроши (Режиссёр-постановщик: Сергей Снежкин)
- 1987 — Свояки (короткометражный) (биографический) (Режиссёр-постановщик: Виктор Аристов)
- 1989 — Дон Сезар де Базан (Режиссёр-постановщик: Ян Фрид)
- 1990 — Шаги императора (ТВ) (совместно с Ларисой Лукониной) (Режиссёр-постановщик: Олег Рябоконь)
- 1992 — Тартюф (Режиссёр-постановщик: Ян Фрид)